# Hans von Soden

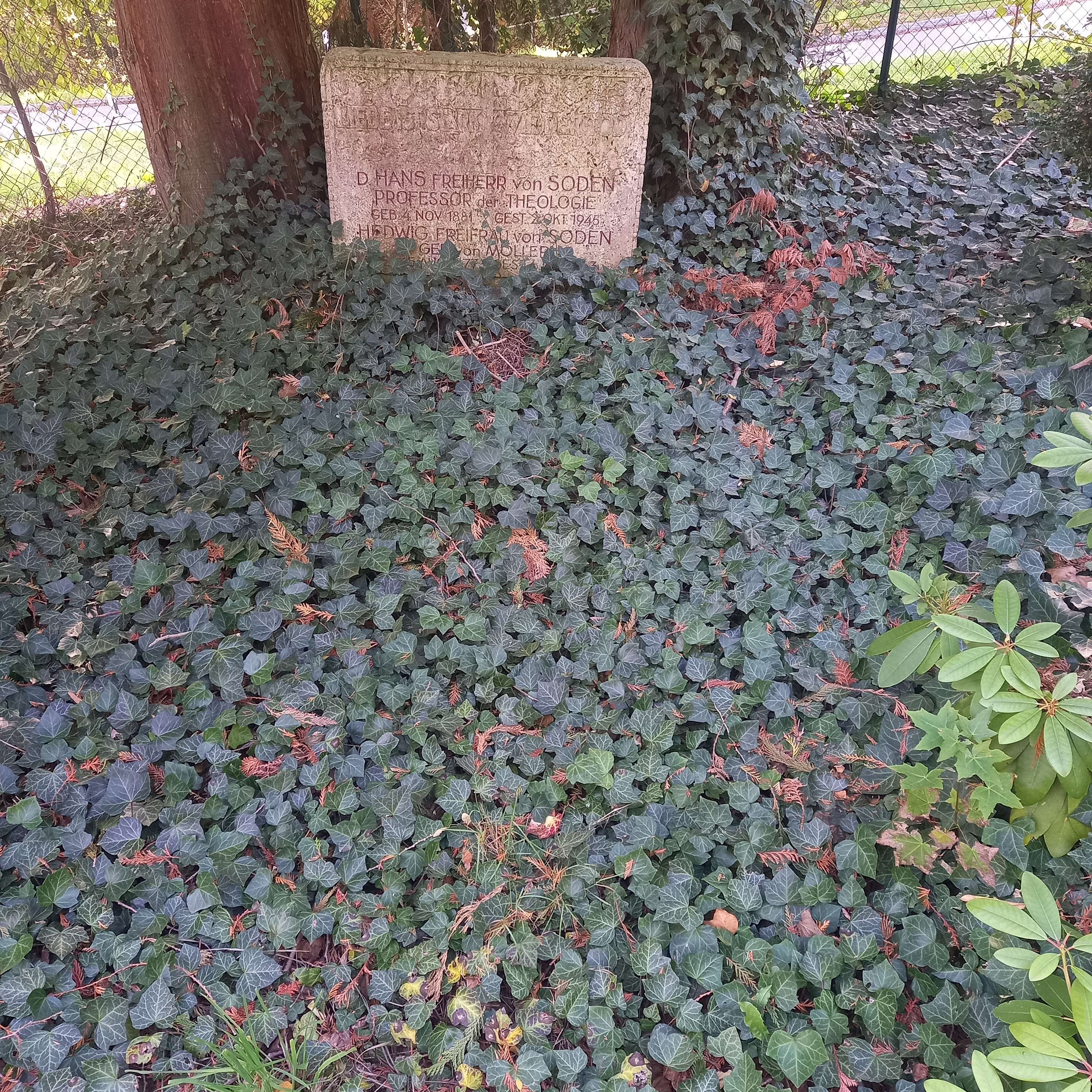
Das Grab von Hans von Soden und seiner Ehefrau Hedwig, geborene von Möller, auf dem Hauptfriedhof Marburg

Hans Freiherr von Soden (vollständiger Name: Hans Otto Arthur Maria Roderich Ulrich Freiherr von Soden; * 4. November 1881 in Striesen bei Dresden; † 2. Oktober 1945 in Marburg) war ein deutscher evangelischer Theologe und Kirchenhistoriker.

## Leben
Hans von Soden war ein Spross des Adelsgeschlechts von Soden und Sohn des evangelischen Theologen und späteren Professors Hermann von Soden und dessen Ehefrau Gabriele von Schaedtler (1852–1925). Er wuchs in Berlin auf, wo er ab 1900 Evangelische Theologie studierte. Neben seinem Vater war Adolf von Harnack sein wichtigster Lehrer. Auf die Promotion zum Lic. theol. folgte 1906 bis 1910 eine Assistenz am Preußischen Historischen Institut in Rom. Von 1910 bis 1918 wirkte er als Privatdozent für Kirchengeschichte an der Universität Berlin, im Ersten Weltkrieg war er Feldgeistlicher und Divisionspfarrer. Es folgten 1918 die Berufung als ao. Professor und 1921 als ordentlicher Professor für Kirchengeschichte an die Universität Breslau sowie 1924 die Berufung an die Universität Marburg, hier auf den Lehrstuhl für Kirchengeschichte und Neues Testament. 1927/1928 wurde er zum Rektor der Philipps-Universität gewählt.
Von Soden, der Mitglied der Deutschen Volkspartei (DVP) und des Evangelisch-Sozialen Kongresses war, stand von Beginn an in Opposition zum Nationalsozialismus. 1933 war er als Dekan der Marburger Theologischen Fakultät federführend bei der Erstellung eines ablehnenden Gutachtens der Theologischen Fakultät zum sogenannten „Arierparagraphen“ in den evangelischen Landeskirchen. Auch die Erklärung Neues Testament und Rassenfrage geht auf ihn und seinen Fakultätskollegen Rudolf Bultmann zurück.  Er war Mitglied im Pfarrernotbund und führender Kopf der Bekennenden Kirche in der Evangelischen Kirche von Kurhessen-Waldeck (Vorsitzender des Landesbruderrates), als deren Synodaler er 1934 an der Barmer Bekenntnissynode teilnahm. Wegen seiner regimekritischen Tätigkeit wurde er 1934 zeitweilig in den Ruhestand versetzt. Während des Zweiten Weltkriegs war er Seelsorger der evangelischen Studentengemeinde in Marburg.

## Familie
Im Jahr 1907 heiratete Hans von Soden in Berlin Magdalena von Möller (1883–1919), eine Tochter des preußischen Handelsministers Theodor von Möller. Aus dieser Ehe gingen drei Söhne hervor, unter ihnen der Altorientalist Wolfram von Soden. Nach dem frühen Tod seiner ersten Frau heiratete Hans von Soden im Jahr 1920 in Brackwede deren ältere Schwester Hedwig von Möller (1877–1963).

## Schriften (Auswahl)
- Die cyprianische Briefsammlung. Geschichte ihrer Entstehung und Überlieferung (= TU NF 10,3 [25,3]). Leipzig 1904.
- Der Streit zwischen Rom und Karthago über die Ketzertaufe. In: Quellen und Forschungen aus italienischen Archiven und Bibliotheken 12 (1909), S. 1–42.
- Das lateinische Neue Testament in Nordafrika zur Zeit Cyprians. Nach Bibelhandschriften und Väterzeugnissen (= TU 3,3 [33]). Leipzig 1909.
- Urkunden zur Entstehungsgeschichte des Donatismus (= Kleine Texte für theologische und philologische Vorlesungen und Übungen 122). Bonn 1913; Berlin 1950.
- Bismarcks Glaube. Berlin/Stuttgart 1915.
- Die Entstehung der christlichen Kirche. Zwei Bände (= Aus Natur und Geisteswelt 690/691). Leipzig/Berlin 1919.
- Das Ende der evangelischen Volkskirche Preussens? Berlin 1922.
- Was ist Wahrheit? Vom geschichtlichen Begriff der Wahrheit. Rede bei Antritt des Rektorates der Universität Marburg (= Marburger Akademische Reden 46). Marburg 1927.
- Der lateinische Paulustext bei Marcion und Tertullian. In: Rudolf Bultmann, Hans von Soden (Hrsg.): Festgabe für Adolf Jülicher. Tübingen 1927, S. 229–277.
- Reich, Staat und Kirche im neuen deutschen Recht. In: Theologische Rundschau NF 2 (1930), S. 1–25.
- Der Deutsche Evangelische Kirchenbund. In: Theologische Rundschau NF 3 (1931), S. 297–318.
- Die Entstehung des Christentums. In: Propyläen Weltgeschichte II. Hellas und Rom. Berlin 1931, 475–544.
- Christentum und Kultur in der geschichtlichen Entwicklung ihrer Beziehung (= Sammlung gemeinverständlicher Vorträge 165). Tübingen 1933.
- Die Verfassungen der deutschen evangelischen Landeskirchen von 1919–1933. In: Theologische Rundschau NF 5 (1933), S. 335–373.
- Luthers Gottesbotschaft an das deutsche Volk. Marburg 1934.
- Der Dienst des Staates und der Kirche an der Volksgemeinschaft. In: Evangelisch-Sozial (1937), S. 77–101.
- Die synoptische Frage und der geschichtliche Jesus. Essen 1941.
- Hans von Campenhausen (Hrsg.): Wahrheit in Christus. Zwölf Predigten. München 1947.
- Hans von Campenhausen (Hrsg.): Urchristentum und Geschichte. Gesammelte Aufsätze und Vorträge. Tübingen. Bd. 1, 1951; Bd. 2, 1956.